# プリマ楽器
株式会社プリマ楽器（ぷりまがっき、英称：Prima Gakki Co.,Ltd.）は、楽器・楽譜の卸業を行う日本の音楽総合卸商社である。

## 概要
1945年に、創業者の大橋治郎と安田稔が、個人営業楽器・楽譜の卸商を東京都北区赤羽にて創業。これを母体として、1948年に株式会社大橋次郎商店を設立し、東京都中央区日本橋村松町17にて営業を開始。特に日本の木管楽器製作会社への製作援助と教育楽器の普及活動を積極的に行い、日本製の楽器を世に広めることに貢献した。1955年頃倒産。
主な取扱商品は、村松フルート製作所による「村松製プリマフルート」、レル民族楽器研究所による「プリマオカリーナ」、柳澤管楽器による「柳澤製プリマサクソフォーン」、小竹管楽器製作所による「小竹製プリマクラリネット」、教育用縦笛「プリマネット」などであった。
その後、1957年に設立された別会社プリマ楽器有限会社が業務を引き継ぎ、1964年、株式会社プリマ楽器に組織変更して現在に至る。三響フルート、プリマ・ヤナギサワサクソフォーン、ゲッツェントランペット・トロンボーン、アケタオカリーナ、アルシェの楽弓、ピグマリウス、アプリハンドベルなどの日本国内発売元であるほか、自社出版ブランド「プリマミュージック」からオカリーナ用楽譜を出版し、オカリーナの普及と発展に寄与している。